# Treasure Collection
Albums de Wink
Jam the Wink
(1996) Para Para Wink!
(2000)
Treasure Collection, parfois appelée Treasure Collection Wink Best, est une compilation de singles du duo japonais Wink, sortie post-séparation en 1999.

## Présentation
L'album sort le 30 juin 1999 au Japon sous le label Polystar, trois ans après la séparation du groupe. C'est la huitième compilation consacrée au groupe, en huit années, après Wink Hot Singles en 1990, Diamond Box en 1991, Raisonné en 1992, Diary en 1994, Back to Front et Reminiscence en 1995, et Wink Memories en 1996.
L'album contient dans l'ordre chronologique quinze des vingt-cinq titres sortis en singles (face A) par le groupe, dont la plupart de ceux parus durant les quatre premières années, incluant des reprises adaptées en japonais de chansons occidentales : Sugar Baby Love des Rubettes, Turn It Into Love (Ai ga Tomaranai) de Kylie Minogue, Boys Don't Cry (Namida wo Misenaide) de Moulin Rouge, Sexy Music de The Nolans, et Where Were You Last Night (Yoru ni Hagurete) de Ankie Bagger.

## Liste des titres
1. Sugar Baby Love
2. Ai ga Tomaranai ~Turn It Into Love~ (愛が止まらない...?)
3. Namida wo Misenaide ~Boys Don't Cry~ (涙をみせないで...?)
4. Samishii Nettaigyo (淋しい熱帯魚?)
5. One Night in Heaven ~Mayonaka no Angel~ (... 真夜中のエンジェル?)
6. Sexy Music
7. Yoru ni Hagurete ~Where Were You Last Night~ (夜にはぐれて...?)
8. New Moon ni Aimashō (ニュー・ムーンに逢いましょう?)
9. Manatsu no Tremolo (真夏のトレモロ?)
10. Haitoku no Scenario (背徳のシナリオ?)
11. Tsuioku no Heroine (追憶のヒロイン?)
12. Sakihokore Itoshisa yo (咲き誇れ愛しさよ?)
13. Itsumademo Suki de Itakute (いつまでも好きでいたくて?)
14. Twinkle Twinkle (トゥインクル トゥインクル?)
15. Cherie Mon Cherie (シェリー モン シェリ?)